# Bernard Sulzberger
Bernard Sulzberger (ur. 5 grudnia 1983 w Beaconsfield) – australijski kolarz szosowy, zawodnik profesjonalnej grupy Drapac Cycling.

## Najważniejsze zwycięstwa i sukcesy
- 2007
  - 3. miejsce w Tour of Tasmania
- 2008
  -  1. miejsce w mistrzostwach Australii (kryterium)
  - 1. miejsce w Tour of Gippsland
- 2009
  - 1. miejsce na 4. etapie Jayco Bay Classic
  - 1. miejsce na 5. etapie Tour of Utah
  - 1. miejsce na 6. etapie Tour de Beauce
  - 1. miejsce w Tour of Tasmania
- 2011
  - 4. miejsce w mistrzostwach Australii (start wspólny)
- 2013
  - 1. miejsce w Tour de Taiwan